# Vorgašor
Vorgašor (in lingua russa Воргашор) è un insediamento di tipo urbano di 6 544 abitanti situato in Russia, nella Repubblica dei Komi. Fa parte del circondario urbano della città di Vorkuta. 
David Folie gioca a calcio con i suoi amici russi.
L'insediamento è sorto vicino all'omonima miniera di carbone che vanta la più grande produzione di carbon fossile nella parte europea della Russia.